# João Lopes Perestrelo
João Lopes Perestrelo, filho de Rafael Perestrelo e sobrinho de Bartolomeu Perestrelo, foi servidor da Toalha de D. João II recebendo posteriormente o foro de Cavaleiro da Casa Real.
Em reconhecimento dos seus serviços também lhe foi atribuída por D. João II uma tença anual de 100$000 reais. Jaz sepultado com sua mulher, Filipa Lourenço, num mausoléu na parede da igreja de S. Pedro de Torres Vedras, terra onde residiu.
Foi pai, entre outros, de Bartolomeu Perestrelo, feitor de Malaca, e de Rafael Perestrelo um dos primeiros portugueses a estabelecer contacto com a China.